# Mutinus
Mutinus Fr. (mądziak) – rodzaj grzybów należący do rodziny sromotnikowatych (Phallaceae).

## Charakterystyka
Grzyby saprotroficzne wytwarzające owocniki złożone z główki z zarodnikami osadzonej na receptakulum, podobnie jak u sromotników (Phallus sp.). Różnią się od nich między innymi mniejszymi wymiarami, zabarwionym (przynajmniej w górnej części) receptakulum, oraz brakiem urzeźbienia powierzchni główek, które są też bardziej przyrośnięte. Młode owocniki mądziaków są kuliste (tzw. jaja). W Europie występuje jeden gatunek autochtoniczny (Mutinus caninus) i trzy zawleczone.

## Systematyka i nazewnictwo
Pozycja w klasyfikacji według Index Fungorum: Mutinus, Phallaceae, Phallales, Phallomycetidae, Agaricomycetes, Agaricomycotina, Basidiomycota, Fungi.
Synonimy: Aedycia Raf.,
Caromyxa Mont.,
Corynites Berk. & M.A. Curtis,
Cynophallus (Fr.) Corda,
Floccomutinus Henn., in Engler,
Ithyphallus Gray,
Jansia Penz.,
Phallus sect. Xylophallus Schltdl.,
Phallus trib. Cynophallus Fr.,
Xylophallus (Schltdl.) E. Fisch.
Polską nazwę podał Stanisław Chełchowski w 1898 r. W polskim piśmiennictwie mykologicznym należące do tego rodzaju gatunki były też opisywane jako sromotnik, smardzik, smardz, chwościak.
Niektóre gatunki:
- Mutinus bambusinus (Zoll.) E. Fisch.
- Mutinus borneensis Ces.
- Mutinus caninus (Huds.) Fr. – mądziak psi
- Mutinus cartilagineus J.H. Willis
- Mutinus elegans (Mont.) E. Fisch.
- Mutinus ravenelii (Berk. & M.A. Curtis) E. Fisch. – mądziak malinowy

Wykaz gatunków (nazwy naukowe) na podstawie Index Fungorum. Obejmuje on wszystkie gatunki występujące w Polsce i niektóre inne. Nazwy polskie według Władysława Wojewody.